# 351
351 foi um ano comum do século IV que teve início e terminou a uma terça-feira, segundo o Calendário Juliano. a sua letra dominical foi F.
| Ano completo                       |
| ---------------------------------- |
| Ano comum com início à terça-feira |